# NGC 4298
NGC 4298 é uma galáxia espiral (Sc) localizada na direcção da constelação de Coma Berenices. Possui uma declinação de +14° 36' 24" e uma ascensão recta de 12 horas, 21 minutos e 32,9 segundos.
A galáxia NGC 4298 foi descoberta em 8 de Abril de 1784 por William Herschel.